# Die besten Jahre (Fernsehserie)
Die besten Jahre (Originaltitel: Thirtysomething) ist eine von Marshall Herskovitz und Edward Zwick geschaffene US-amerikanische Fernsehserie, die von 1987 bis 1991 auf ABC lief und 1988 einen Emmy und einen Golden Globe gewann.

## Handlung
Zu Beginn der Serie leben Michael Steadman, der mit seinem Freund Eliot Weston eine Werbeagentur betreibt, und seine Frau Hope, die vor kurzem ihre Tochter Janey bekommen haben, in Philadelphia. Hope hat ihre Karriere als Journalistin unterbrochen, um Zeit für ihre kleine Tochter zu haben. Michaels Geschäftspartner Elliot ist mit Nancy verheiratet, die beiden haben zwei Kinder, Ethan und Britanny. Hopes beste Freundin ist Ellyn Warren, die als Lokalpolitikerin für die Stadt Philadelphia tätig ist. Weitere Hauptdarsteller sind Michaels Cousine, die Fotografin Melissa Steadman, und der Hochschullehrer für Englisch Gary Shepherd. Dieser ist ein enger Freund Michaels, der früher mit Melissa zusammen war. Im Laufe der Zeit tut er sich mit der Sozialarbeiterin Susannah Hart zusammen und hat mit ihr ein Kind.
Einen Großteil der Handlung nehmen die wechselnden Spannungsverhältnisse zwischen den beiden Ehepaaren wie auch zwischen den jeweiligen Freunden ein. Eliot und Nancy überstehen eine Scheidung ebenso wie Nancys Krebserkrankung.
Von Befürchtungen, seinen bisherigen bürgerlichen Lebensstandard der Upper middle class (mit Haus in einer guten Wohngegend und zwei Autos) nicht halten zu können, wird Michael sehr viel mehr geplagt als der sorglosere Eliot. Nachdem ihre gemeinsame Werbeagentur den Bach hinuntergeht, fangen sie beide bei der großen Agentur DAA an. Dort kommt der angepasstere Michael unter der Protektion des Leiters Miles Drentell (David Clennon) sehr gut voran, Eliot dagegen erkennt irgendwann, dass sein Talent dort verkümmern wird, und kündigt.
Der ziemlich von Hope dominierte, gutmütige Michael schafft es am Ende schließlich, den ungeliebten Job bei der DAA Knall auf Fall zu kündigen. Zu dieser Zeit hat Eliot die DAA, bei der er keinen Blumentopf gewinnen konnte, bereits verlassen und ist mit Frau und Kindern nach Kalifornien gezogen, wo er als Regisseur Werbefilme dreht; Nancy ist inzwischen eine erfolgreiche Illustratorin geworden, die eigene Kinderbücher herausbringt.
Garys Beziehung mit Susannah hält nicht allzu lange, sie verlässt mit dem Kind Philadelphia. Bevor sich sein neu entwickeltes freundschaftliches Verhältnis mit Ellyn in etwas Tieferes verwandeln kann (oder auch nicht), kommt Gary bei einem Autounfall ums Leben – Michael hatte er zuvor versprochen, bei Eis und Schnee nicht wie sonst mit dem Fahrrad zu fahren. Nach etwas Hin und Her kommt Ellyn mit Billy Sidel zusammen, den sie zuletzt auch heiratet. Hope erhält ein attraktives Stellenangebot und entscheidet sich, nach Washington, D.C. zu gehen.
Nicht lange nach dem unerwarteten Serientod Garys wurde die Serie abgesetzt. Einige Handlungsstränge blieben weitgehend offen: etwa, ob Michaels und Hopes Ehe Bestand haben wird, und wenn ja, ob die Familie in Zukunft von Hopes Gehalt lebt, oder was mit Melissa ist, die, nachdem eines ihrer Fotos ein Plattencover für Carli Simon geziert hat, als Fotografin groß herauskommt.

## Besetzung
Die Synchronisation der Serie wurde bei der Bavaria Synchron nach Dialogbüchern von Philip Kraus, Pierre Peters-Arnolds und Johannes Keller erstellt.
| Rolle             | Schauspieler      | Synchronsprecher                                                                    |
| ----------------- | ----------------- | ----------------------------------------------------------------------------------- |
| Michael Steadman  | Ken Olin          | Gudo Hoegel                                                                         |
| Hope Steadman     | Mel Harris        | Susanne von Medvey (1. Stimme) Gundula Liebisch (2. Stimme)                         |
| Melissa Steadman  | Melanie Mayron    | Marietta Meade                                                                      |
| Elliot Weston     | Timothy Busfield  | Ulrich Frank                                                                        |
| Nancy Weston      | Patricia Wettig   | Katharina Lopinski                                                                  |
| Gary Shepherd     | Peter Horton      | Hans-Georg Panczak                                                                  |
| Susannah Shepherd | Patricia Kalember | Kornelia Boje                                                                       |
| Ellyn Warren      | Polly Draper      | Katerina Jacob (1. Stimme) Andrea L’Arronge (2. Stimme) Susanne Wirtz (3. Stimme)   |
| Miles Drentell    | David Clennon     | Bernd Stephan                                                                       |
| Steve Woodman     | Terry Kinney      | Walter von Hauff                                                                    |
| Ethan Weston      | Luke Rossi        | Philipp Miller (1. Stimme) Sebastian Dütsch (2. Stimme) Daniel Schlauch (3. Stimme) |
| Brittany Weston   | Jordana Shapiro   | Sofia Suarez                                                                        |
| Billy Sidel       | Erich Anderson    |                                                                                     |

## Rezeption
Die Serie gilt bis heute als eine der bahnbrechendsten der US-Fernsehgeschichte und ist in vielen Best-of-Listen enthalten, sie gewann dreizehn Emmy Awards and zwei Golden Globes. 
Die künstlerische Umsetzung der Zeit der sogenannten „Babyboomer“ sorgte aber auch für Kontroversen. Die Feministin Susan Faludi sah die Serie in ihrem Werk Backlash (1991) als Paradebeispiel für eine Verherrlichung der verheirateten Frau und Mutter gegenüber der Singlefrau, die als armselig und bedauernswert dargestellt werde. Die New York Times hielt es 2009 für eine der bemerkenswertesten Eigenschaften der Serie, erstmals konsequent Kindererziehung diskutiert zu haben. Die NY Times warf angesichts der Figur der von ihrem Mann betrogenen und krebskranken Nancy, die Frage auf, wie die Serie je als „sakrosankte Alternative“ aufgefasst werden konnte. Die Washington Post thematisierte 2016 die 25-jährige Wiederkehr des unvermittelten Filmtodes des beliebten Protagonisten Gary Shepard, der große Bestürzung auslöste, heutzutage kämen Serientode einer Hauptfigur sehr häufig vor.
Im Januar 2020 kündigte die ABC eine voraussichtliche Fortsetzung der Serie unter dem Titel Thirtysomething (else) an, wofür sie einige der früheren Hauptdarsteller wieder verpflichtet habe, andere wiederum hätten Gastauftritte. Produziert werden solle ebenfalls wieder von Marshall Herskovitz und Edward Zwick.

## Ausstrahlung in Deutschland
Zwischen dem 27. Oktober 1991 und dem 5. Juli 1992 zeigte das Erste jeweils am späten Sonntagabend insgesamt 35 Episoden aus den Staffel 1 bis 3. Für den vergleichsweise geringeren Erfolg im deutschsprachigen Raum wird auch die unübersichtliche Ausstrahlungspraxis verantwortlich gemacht: Zum Teil wurden einzelne Episoden übersprungen, die gesendeten wiederum entsprachen nicht immer der chronologischen Reihenfolge der US-Erstausstrahlung.
Ab Frühjahr 1993 begannen die Dritten Programme mit der Ausstrahlung der Serie. Dabei wurden zunächst nur die 35 Episoden gesendet, die bereits im Ersten zu sehen waren. Ab Sommer 1995 nahmen die Dritten Programme die Serie erneut in ihr Programm auf. Nun wurden erstmals weitere Episoden in deutscher Erstausstrahlung gesendet. Einige Dritte Programme (zum Beispiel der Hessische Rundfunk und der Mitteldeutsche Rundfunk) setzten die Ausstrahlung an der Stelle in der Mitte von Staffel 3 fort, an der sie beim ersten Durchlauf endete. Andere Sendeanstalten (zum Beispiel der Norddeutsche und der Westdeutsche Rundfunk) begannen die Ausstrahlung erneut ab der ersten Folge und zeigten erstmals auch die ursprünglich übersprungenen Episoden. Deswegen wurden zwischen August 1995 und Mai 1996 vereinzelte Episoden im selben Zeitraum auf zwei unterschiedlichen Sendern erstausgestrahlt, nämlich im Programm des Hessischen Rundfunks als auch im Programm des Norddeutschen Rundfunks. Bundesweit komplett war die Serie zwischen Januar 2004 und September 2005 noch einmal im Ersten zu sehen. Allerdings lag der Sendeplatz in der Nacht von Donnerstag auf Freitag gegen 2.00 Uhr, oftmals begann die Serie dabei auch wesentlich später als angekündigt aufgrund von Live-Übertragungen im Hauptabendprogramm. Im September 2016 erfolgte die Premiere im Pay-TV: RTL Passion sendete die Serie komplett im täglichen Vorabendprogramm. Erstmals erfolgte dabei eine Ausstrahlung im 16:9-Bildformat und es wurde der US-Originalvorspann verwendet und auf die Einblendung der deutschen Episodentitel verzichtet.